# کامرون برگ
کامرون برگ (انگلیسی: Cameron Baerg؛ زادهٔ ۱۷ اکتبر ۱۹۷۲) قایقران روئینگ اهل کانادا است.
وی در مسابقات کشوری و بین‌المللی در مجموع برندهٔ ۴ مدال طلا، ۱ مدال نقره شده‌است.